# Rubus flagellaris
Rubus flagellaris — вид квіткових рослин із родини трояндових (Rosaceae).

## Біоморфологічна характеристика

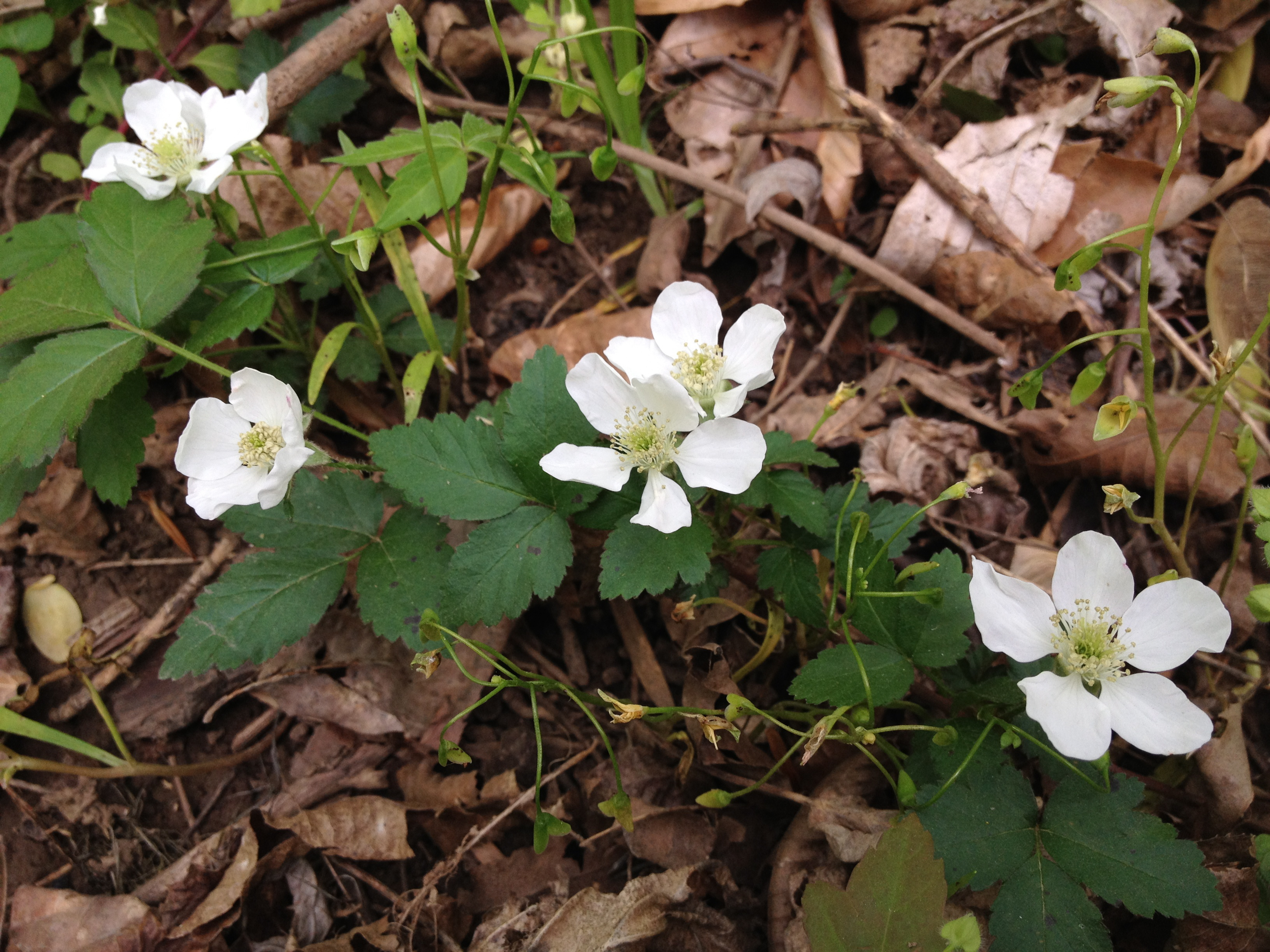
рослини з квітками

Це кущ до 3 метрів заввишки, озброєний. Стебла дворічні (йдуть від дерев'янистого кореневища), зазвичай повзучі, іноді низько-дугоподібні, а потім повзучі, квітучі гілки зазвичай прямовисні, безволосі або густо волосисті, не залозисті чи рідко залозисті; колючки від рідкісних до щільних, гачкові, іноді дистально тонкі, 1–4 мм, широкі. У перший рік на стеблах тільки листки, у другий рік з'являються квіти й вони відмирають після плодоношення. Листки опадні, іноді напівстійкі, трійчасті чи пальчасто складні, не блискучі; листочків 3–5, кінцеві від яйцеподібних чи еліптичних до субкруглих, 3–11 × 2–7.5 см, основа широко клиноподібна чи заокруглена до мілко серцеподібної, зазвичай нелопатева, краї від помірно до грубо пилчасті до подвійно пилчастих чи зубчастих, верхівка гостра або загострена до коротко ослабленої, нижня поверхня часто з колючками на середній жилці або неозброєна, рідко або помірно волосиста, не залозиста уздовж найбільших жилок. Суцвіття кінцеві, 1–3(8)-квіткові, китицеподібні. Квітки двостатеві; пелюстки білі, еліптичні, зворотно-яйцюваті чи зворотно-ланцетні, 8–20 мм. Плодичорні, іноді темно-червоні, кулясті чи циліндричні, 1–2 см; кістяночок 10–40. 2n = 14, 21, 28, 35, 42, 49, 56, 63. Період цвітіння: березень — червень.

## Ареал
Зростає у східній частині Канади (Нью-Брансвік, Нова Шотландія, Онтаріо, Квебек), східній і південній частині США (Алабама, Арканзас, Коннектикут, Округ Колумбія, Делавер, Флорида, Джорджія, Айова, Іллінойс, Індіана, Канзас, Кентуккі, Луїзіана, Массачусетс, Меріленд, Мен, Мічиган, Міннесота, Міссурі, Міссісіпі, Північна Кароліна, Небраска, Нью-Джерсі, Нью-Йорк, Огайо, Оклахома, Пенсильванія, Род-Айленд, Південна Кароліна, Теннессі, Техас, Вірджинія, Вермонт, Вісконсин, Західна Вірджинія), у Мексиці (Коауїла, Нуево-Леон, Тамауліпас); інтродукований до ПАР, Нової Зеландії.
Населяє рідколісся, савани, соснові пустирі, прерії, луки, виходи скель, порушені ділянки, сухий або сезонно вологий ґрунт; на висотах 0–1000 метрів.

## Використання
Плоди вживаються сирими чи приготованими в пирогах, вареннях тощо. Смак насичений. Молоді пагони очищають і їдять сирими. З висушеного листя готують чудовий чай.
Корінь має в'яжучу, збудливу і тонізуючу дію. Настій використовували для лікування діареї, венеричних захворювань і ревматизму. Настій листя теж використовували для лікування діареї.
Із плодів отримують барвник від пурпурного до тьмяно-синього. З зелених гілочок отримують чорний барвник.